# 東京マラソン2023
東京マラソン2023は、2023年3月5日に東京都内の日本陸上競技連盟公認コースで行われた通算16回目の東京マラソン。

## 概要
今大会はジャパンマラソンチャンピオンシップシリーズ兼マラソングランドチャンピオンシップ（MGC）チャレンジ兼ブダペスト23世界陸上競技選手権大会マラソン日本代表選手選考競技会兼杭州2022アジア競技大会マラソン日本代表選手選考競技会兼アボット・ワールドマラソンメジャーズXVを兼ねている。

## レース
午前9時10分にスタート。ペースメーカーは男子が1km2分57秒、女子が1km3分17秒と日本記録更新を狙うペースに設定された。

### 男子
男子の先頭集団は、日本選手6人を含む19人で30kmを通過。しかしペースメーカーが外れても誰も仕掛けることなく、井上大仁（三菱重工）が集団を牽引する。32km以降は同じく三菱重工の山下一貴が集団を引っ張り、35km通過時点で先頭集団は日本選手4人を含む12人に絞られた。
37.2kmでタイタス・キプルト（ケニア）が仕掛けてペースが上がり、海外勢6人が抜け出す。ゴールまで残り1kmを切ってからのスパート合戦となり、最後の行幸通りでの直線勝負を制したデソ・ゲルミサ（エチオピア）が優勝。2位は同タイムでモハメド・エサ、3位には3秒差でツェガエ・ゲタウェウケベテが入り、エチオピア勢が上位を独占した。
日本人先頭争いは、40km地点で山下と大迫傑（Nike/GMOアスリーツ）が競り合い、其田健也（JR東日本）が7秒差で追う展開。しかしゴールまで残り2kmあたりで大迫が右脇腹を抑えてペースダウン。抜け出した山下が日本歴代3位となる2時間05分51秒で日本人トップの7位に入った。日本人2位争いは残り1km地点で其田が大迫を逆転。日本歴代4位となる2時間05分59秒で8位となった。大迫は2時間06分13秒の9位。井上が日本人4番手に入った。
このレースでは大迫と小山直城（Honda）がMGC出場権を獲得。二岡康平（中電工）・高田康暉（住友電工）・富安央（愛三工業）がワイルドカードでMGC出場権を獲得した。東京五輪以来のマラソン出場となった中村匠吾（富士通）は序盤から先頭集団にはつかず独自にレースを進めたものの、2時間12分10秒の36位に終わった。
また、学生ランナーからは箱根駅伝にも出場した駒澤大学の山野力や創価大学の嶋津雄大ら4選手が出場したものの、速報値で山野は2時間16分25秒の52位（正式順位は53位）、嶋津は2時間16分50秒の53位（正式順位は54位）と初マラソンの洗礼を浴びることになった。

### 女子
最初の5kmは16分19秒・10kmは32分34秒と、事前の設定よりも早いペースでレースが展開された。日本選手では松田瑞生（ダイハツ）と一山麻緒（資生堂）が先頭集団についたものの、一山が10km手前で、松田も10km過ぎに集団から脱落した。
先頭争いはペースメーカーが外れた30km地点でローズマリー・ワンジル（ケニア）が飛び出すと、35kmまで唯一人食らいついたツェハイ・ゲメチュ（エチオピア）も突き放して独走。世界歴代6位となる2時間16分28秒で優勝を飾った。ゲメチュが世界歴代8位となる2時間16分56秒で2位。3位にはアシェテ・ベケレ（エチオピア）が入った。
松田は20km地点までは日本記録が狙えるペースを刻んだものの、その後はペースを落とし2時間21分44秒で6位。日本人2位には細田あい（エディオン）が2時間22分08秒で続いた。一山は2時間31分52秒の14位に終わった。このレースによるMGC出場権獲得者はなかった。

## 競技結果
| 種目         | 優勝者                            | タイム        | 備考          |
| ------------ | --------------------------------- | ------------- | ------------- |
| 男子マラソン | デソ・ゲルミサ（ エチオピア）     | 2時間05分22秒 |               |
| 女子マラソン | ローズマリー・ワンジル（ ケニア） | 2時間16分28秒 |               |
| 男子車いす   | マルセル・フグ（ スイス）         | 1時間20分57秒 | 大会新・2連覇 |
| 女子車いす   | マニュエラ・シャー（ スイス）     | 1時間36分43秒 | 大会新        |